# Withee (Town)
Die Town of Withee ist eine von 33 Towns im Clark County im US-amerikanischen Bundesstaat Wisconsin. Im Jahr 2010 hatte die Town of Withee 966 Einwohner.
Town hat in Wisconsin eine grundlegend andere Bedeutung, als im übrigen englischsprachigen Bereich. Vielmehr entspricht sie den in den anderen US-Bundesstaaten üblichen Townships, die nach dem County die nächstkleinere Verwaltungseinheit bilden.

## Geografie
Die Town of Withee liegt im nordwestlichen Zentrum Wisconsins. Die vom Mississippi gebildete Grenze zu Minnesota befindet sich rund 170 km westlich.
Die Koordinaten der geografischen Mitte der Town of Withee sind 44°59′30″ nördlicher Breite und 90°43′59″ westlicher Länge. Sie erstreckt sich über eine Fläche von 91,1 km².
Die Town of Withee liegt im Nordwesten des Clark County und grenzt an folgende Nachbartowns und selbstständige Kommunen:
| Town of Taft (Taylor County)  | Town of Roosevelt (Taylor County)           | Town of Maplehurst (Taylor County) |
| Town of Thorp                 | Kompassrose, die auf Nachbargemeinden zeigt | Town of Hixon                      |
| City of Thorp, Town of Worden | Town of Reseburg                            | Town of Longwood                   |

## Verkehr
Durch den Süden der Town of Withee führen in West-Ost-Richtung auf einem gemeinsamen Streckenabschnitt die Wisconsin State Highways 29 und 73. Der WI 73 zweigt von der gemeinsamen Strecke ab und bildet die westliche Begrenzung der Town. Daneben verlaufen noch der County Highway O  und X durch die Town. Alle weiteren Straßen sind untergeordnete Landstraßen oder teils unbefestigte Fahrwege.
Für den Frachtverkehr führt in West-Ost-Richtung eine Eisenbahnstrecke der zur Canadian National Railway gehörenden Wisconsin Central durch den Osten der Town of Withee.
Die nächsten Flughäfen sind der Central Wisconsin Airport in Wausau (rund 100 km südöstlich) und der Chippewa Valley Regional Airport in Eau Claire (rund 100 km westsüdwestlich).

## Bevölkerung
Nach der Volkszählung im Jahr 2010 lebten in der Town of Withee 966 Menschen in 292 Haushalten. Die Bevölkerungsdichte betrug 10,6 Einwohner pro Quadratkilometer. In den 292 Haushalten lebten statistisch je 3,28 Personen.
Ethnisch betrachtet setzte sich die Bevölkerung zusammen aus 98,0 Prozent Weißen, 0,1 Prozent (eine Person) amerikanischen Ureinwohnern sowie 1,1 Prozent Asiaten; 0,7 Prozent stammten von zwei oder mehr Ethnien ab. Unabhängig von der ethnischen Zugehörigkeit waren 0,3 Prozent der Bevölkerung spanischer oder lateinamerikanischer Abstammung.
35,2 Prozent der Bevölkerung waren unter 18 Jahre alt, 54,4 Prozent waren zwischen 18 und 64 und 10,4 Prozent waren 65 Jahre oder älter. 50,0 Prozent der Bevölkerung war weiblich.
Das mittlere jährliche Einkommen eines Haushalts lag bei 51.250 USD. Das Pro-Kopf-Einkommen betrug 19.042 USD. 9,6 Prozent der Einwohner lebten unterhalb der Armutsgrenze.

## Ortschaften in der Town of Withee
Auf dem Gebiet der Town of Withee liegt neben Streubesiedlung noch die gemeindefreie Siedlung Lombard.